# Брукер (Флорида)
Брукер (енгл. Brooker) град је у америчкој савезној држави Флорида. По попису становништва из 2010. у њему је живело 338 становника.

## Демографија
Према попису становништва из 2010. у граду је живело 338 становника, што је 14 (4,0%) становника мање него 2000. године.
| Група             | 2000.       | 2010.       |
| Белци             | 335 (95,2%) | 310 (91,7%) |
| Афроамериканци    | 2 (0,6%)    | 18 (5,3%)   |
| Азијати           | 0 (0,0%)    | 1 (0,3%)    |
| Хиспаноамериканци | 11 (3,1%)   | 8 (2,4%)    |
| Укупно            | 352         | 338         |